# Talsperre Pařížov
Die Talsperre Pařížov (tschechisch Vodní nádrž Pařížov) ist eine typische Intze-Staumauer in Ostböhmen (Tschechien) bei Pařížov (Gemeinde Běstvina) im Okres Chrudim am Fluss Doubrava. Die Talsperre ist heute ein technisches Denkmal. Der ehemalige Stausee bettet sich ein in die Mikroregion Eisengebirge und liegt an der Grenze zum Okres Havlíčkův Brod.

## Die Staumauer
Die Gewichtsstaumauer wurde von 1908 bis 1913 gebaut. 